# Optographie

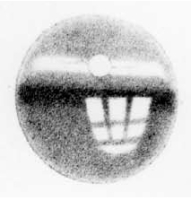
Optogram eines Hasen, Wilhelm Friedrich Kühne, 1878.

Die Optographie wird auch als „Wissenschaft um die Fixierung des letzten Bildes, das ein Lebewesen vor dem Tod sieht.“ bezeichnet.
Die Idee und die ersten Forschungsansätze mit dem Ziel, eine Methode zu erarbeiten, die das letzte Bild auf der Netzhaut eines Toten (Optogramm) wiedergibt, stammen aus dem 19. Jahrhundert. Die Namensgebung Optogramme stammt von dem Heidelberger Professor Wilhelm Friedrich Kühne.
Der wissenschaftliche Stellenwert der Optographie ist aufgrund des fehlenden Nutzens minimal. Historische Überlegungen, sie als forensisches Mittel einzusetzen, waren nie zu realisieren. Heutzutage haben Künstler die Optographie als den magischen Moment des letzten Blickes für sich entdeckt.

## Physiologie

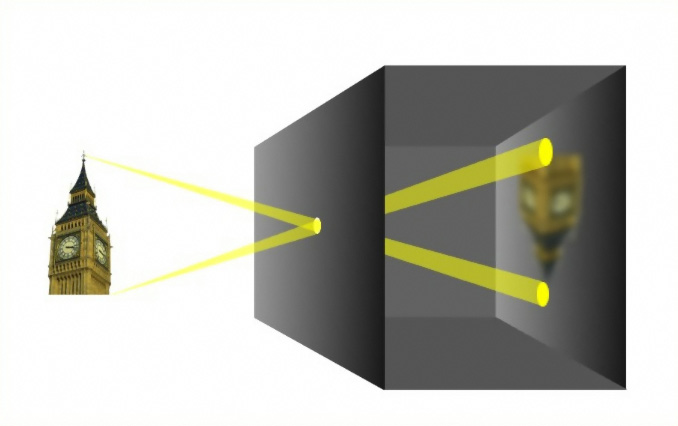
Funktionsweise einer Lochkamera

Auf der Netzhaut des Auges entsteht ähnlich wie bei einer Kamera ein auf dem Kopf stehendes Abbild des einfallenden Lichts. In der Netzhaut gibt es Sehzellen, in denen sich der „Sehpurpur“, das Rhodopsin, befindet. Trifft ein Photon mit ausreichend Energie auf das Rhodopsin, ändert dieses seine Konformation. Siegfried Seligmann beschrieb diesen Effekt 1899 als Bleichen des Sehpurpurs. Wenn also helles Licht längere Zeit auf bestimmte Stellen der Netzhaut einwirkt, werden diese heller als die nicht oder weniger belichteten Nachbarbereiche. Die Darstellung dieser Netzhautveränderungen nennt man ein Optogramm. Sein Herstellungsprinzip beruht auch heutzutage noch auf dem Bleichen des Sehpurpurs durch hellen Lichteinfall.

## Geschichtliche Aspekte
Die Geschichte der Optographie reicht zurück bis ins 17. Jahrhundert. Damals hatte der Jesuiten-Mönch Christoph Scheiner bei einem toten Frosch ein Bild auf dessen Netzhaut gesehen und als den Anblick interpretiert, den der Frosch kurz vor seinem Ableben gesehen hat.
1876 entdeckte Franz Boll das Rhodopsin.
Wilhelm Kühne stellte wenig später optographische Untersuchungen bei einem Kaninchen an und erkannte das Abbild seines Laborfensters. Robert Bunsen war Zeuge der Entdeckung. 1880 konnte Kühne bei dem mittels Guillotine hingerichteten Erhard Reif ein Optogramm auf einer menschlichen Retina erkennen. Es konnte jedoch nicht festgestellt werden, was es darstellte. Später versuchte man Optogramme zur Aufklärung von Mordfällen zu verwenden. Eine Wiener Zeitung will in Erfahrung gebracht haben, dass der Oberstaatsanwalt in einem der sensationellen Massenmord-Prozesse der Weimarer-Zeit neben den Fällen Fritz Haarmann und Peter Kürten 1924/25, dem Fall Fritz Angerstein, den Angeklagten – und das wohl letztmals in der deutschen Strafjustizgeschichte – mit diesem an esoterische Methoden anmutenden Beweismittel konfrontiert haben soll: Ein Optogramm hätte den ohnehin verdächtigen Angerstein als Täter bestätigt. Sämtliche Versuche, das Verfahren kriminaltechnisch nutzbar zu machen, scheiterten allerdings, obwohl US-Richter in dem Verfahren Eborn v. Zimpelman zu dem Schluss kamen: „Die Wissenschaft hat herausgefunden, dass eine perfekte 'Fotografie' eines Objektes, das im Auge eines Sterbenden reflektiert wird, nach dem Tod auf der Retina fixiert bleibt.“
1975 führte der Augenarzt Evangelos Alexandridis an der Heidelberger Universitätsaugenklinik auf Anfrage von Kriminologen erneut ähnliche Versuche durch. Auch dabei konnten erfolgreich Optogramme erstellt werden. Überlegungen an eine praktische Umsetzung der theoretisch möglichen Verwendung in der Forensik mussten dabei jedoch verworfen werden.

## Herstellung eines Optogrammes

Aufbau des Auges (Mensch). Netzhaut dunkelgrün.

Erste konkrete Anleitungen zum Erhalt von Optogrammen gehen auf Wilhelm Kühne und August Ewald zurück. Sie führten ihre Untersuchungen an Augen von Fröschen, Kaninchen und Ochsen durch, die noch lebten, oder kurz vorher getötet worden waren. Als wesentlich für den Versuchsaufbau forderten sie dabei, dass das Auge gut fixiert, das Bild scharf und das Licht gut sein müsse. Die Einwirkzeit des Lichtes dürfe gleichzeitig in aller Regel nicht unter drei Minuten liegen.
Die Herstellung des Optogrammes selbst wurde Ende des 19. Jahrhunderts beispielsweise für das Kaninchen beschrieben: Die Augen wurden nach der Belichtung unverzüglich bedeckt, um weiteren Lichteinfall und damit eine zweizeitige Änderung der Netzhaut zu verhindern. Die Arbeit des Eröffnens und Härtens der Augen mittels Alaunlösung wurde in einer Dunkelkammer durchgeführt. Die anschließend abgelöste Netzhaut wurde in einer kleinen konkaven Porzellanschale so ausgebreitet, dass die ursprünglich dem Glaskörper zugewandte Seite oben zu liegen kam. Konserviert wurden die Präparate durch Trocknung mit konzentrierter Schwefelsäure.
In den 1970er Jahren nahm Evangelos Alexandridis diese Experimente wieder auf. Er setzte dabei narkotisierte Kaninchen ebenfalls vor kontrastreiche Bilder, tötete sie anschließend, entnahm die Augen, löste deren hinteren Bereich ab und legte diesen ebenfalls in Alaunlösung (24 Stunden lang). Anschließend entnahm er die Netzhaut, zog diese auf eine kleine Kugel von der Größe eines Augapfels auf und ließ sie im Dunkeln trocknen. Da die Präparate nicht lichtresistent waren, fotografierte er sie zur Dokumentation.

## Stellenwert
Der Stellenwert der Optographie als dem magischen Moment des letzten Blickes liegt heutzutage eher im Bereich der Kunst. Schon der Physiologe Wilhelm Kühne stellte seine Optogramme als Lithographien zu Schau.

## Rezeption in den Medien
Im Film Wild Wild West wird mit Hilfe der Optographie der Hauptverdächtige eines Mordes ermittelt. Im Krimi Unterholz des Münchner Autors Jörg Maurer wird die Optographie als forensische Ermittlungsmethode und Gefahr für Kriminelle in einem Seminar für Auftragsmörder beschrieben. Im Thriller Totenblick von Markus Heitz wird Optographie ebenfalls angewendet, um einem Mörder, der Kunstwerke in echt „nachstellt“, auf die Spur zu kommen. Im Film Vier Fliegen auf grauem Samt von Dario Argento wird die Methode ebenfalls als möglicher Lösungsansatz, den Mörder zu entlarven, angewandt.